# 胶海关
36°05′02.3″N 120°19′08.8″E / 36.083972°N 120.319111°E
胶海关为青岛市1899年至1949年间的海关机构，其办公楼旧址位于中华人民共和国山东省青岛市市北区新疆路16号、18号，建于1913年8月至12月，设计师为汉斯·费特考（Hans Fittkau），与胶澳皇家法院同属青岛德租时期完成的最后一批公共建筑，曾为青岛现代化程度最高的办公大楼。现已辟为青岛海关博物馆，为全国重点文物保护单位青岛德国建筑群的一部分。

## 历史

### 海关初设

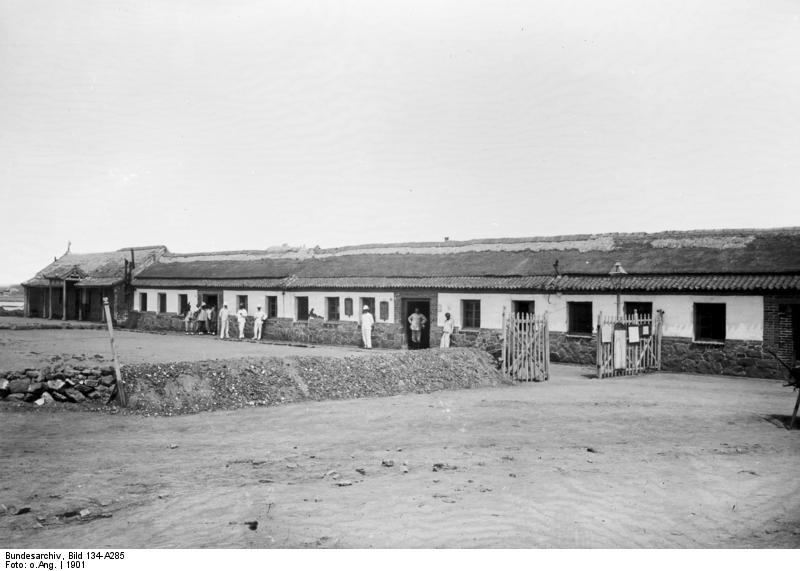
胶海关临时办公平房，左侧为阿理文临时住宅

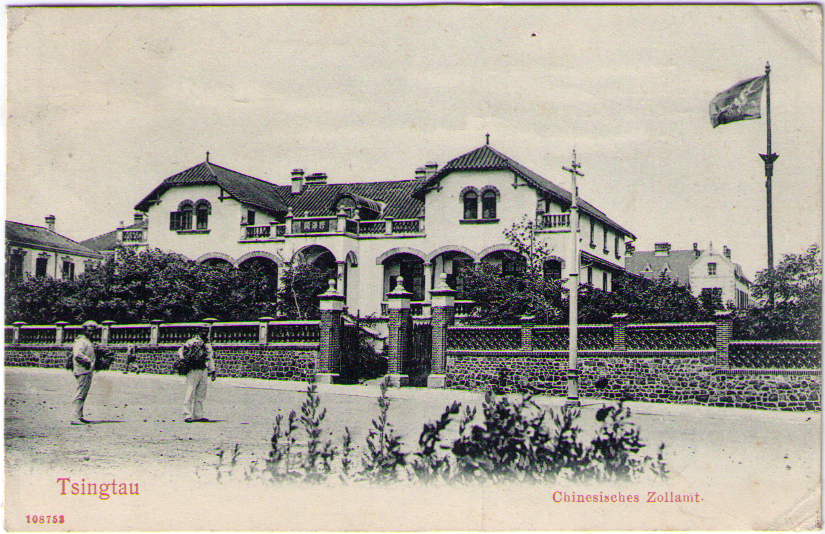
位于今兰山路的胶海关旧办公楼

在德国占领并租借青岛前，青岛地区海关税收主要由东海关于1865年在青岛口、塔埠头、金家口等地设立的常关分关负责。1898年3月6日，清政府与德国政府签订《胶澳租借条约》后，德国政府宣布青岛为自由港。1898年8月15日，原宜昌关税务司、德国人阿理文受大清皇家海关总税务司赫德的指派赴青岛筹办设关，不久又有洋员4人、华员8人赴青岛协助设关。阿理文租用了原东海关青岛分关码头的四幢平房（位于今天后宫南侧）作为临时办公、居住地点，随后与东海关监督勘定了关界，同时草拟《青岛设关征税办法》。1899年4月17日，李鸿章与德国驻华公使海靖在北京签订了《青岛设关征税办法》。该办法参考了九龙关的关税政策，其中规定运至租借地内不再运出的货物免征关税、租借地内制造的产品出口免征关税，而自中国内地运入、在青岛装船运出的货物及运往中国内地的外来货物均须征税。同时规定税务司一职须由德国人担任、海关高级管理人员也应从海关系统内的德国人中选任，来往公文也应以德文为主，中文、英文为辅。
1899年7月1日，胶海关正式对外办公，阿理文为首任税务司。胶海关是中国第一处租借地海关。根据与东海关监督所签署的勘界协定，其管辖区包括整个租借地，界内原属东海关的各常关、分关先后归入胶海关管辖范围内。1901年8月，由阿理文亲自设计，邻近前海栈桥的胶海关办公楼、职员公寓（位于今兰山路、中山路西北角，已不存）及其南侧对面的海关验货仓库投入使用。同年10月，胶海关在小港设立分关，并在大赵村、流亭集设立陆路缉私分卡，在四方火车站设立征税处。

### 税制改革及海关新址

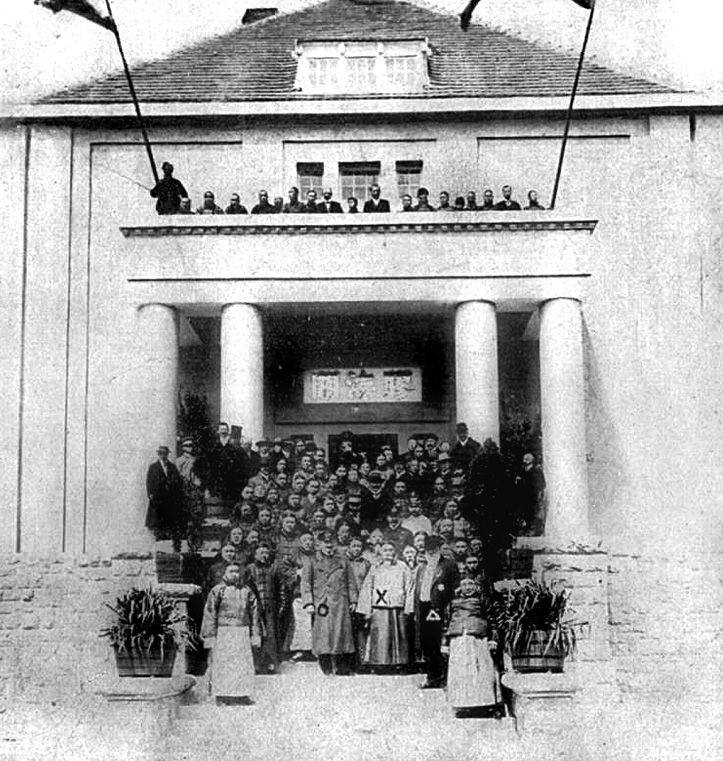
1914年4月1日的胶海关大楼迁址仪式，照片中标“O”者为麦维德，标“△”者为阿理文，标“×”者为吕海寰，吕海寰与阿理文后方为赵尔巽，该照片来自1924年出版的《接收青岛纪念写真》

1899年订立的征税办法虽然保障了租借地自由港制度的发展，但在施行后其弊端逐渐显露。其复杂的通关手续阻碍了青岛与内陆地区的贸易，并导致贸易活动转向租借地边界进行，同时海关把关功能被严重弱化，导致走私严重。对此，阿理文设计了一套新的税制。1905年12月1日，德国公使穆默与总税务司赫德签订了《青岛关征税修改办法》，规定将免税范围由整个租借地缩小至大港区域、所征关税由德国胶澳当局提取20％。此次税制改革推动了青岛贸易的快速发展，并超过烟台成为山东最大贸易口岸。
1900年代中期，随着胶济铁路的全线通车及大港各码头陆续投入使用，诸多洋行及港口管理机构均将办公地点搬迁至大港一带，海关工作重心也随之迁移。同时由于海关机构的扩大，原有海关办公楼的位置与体量不再适应当时的状况。1911年12月，胶海关向总税务司申请在大港建造新的海关大楼，并于次年获得批准。新址选定在邻近大港入口处与大港火车站的一块面积0.8公顷的土地上。新的胶海关大楼造价约18万金马克（合148300两关平银），由广包公司（Baufirma F. H. Schmidt）承建，德国建筑师汉斯·费特考（Hans Fittkau）设计，总督府地上建设局局长卡尔·施特拉塞尔（Karl Strasser）任建筑总监，于1913年12月建成，次年4月1日正式迁址。税务司阿理文、胶澳总督麦维德（Alfred Meyer-Waldeck）及原清政府出使德国大臣吕海寰、原东三省总督赵尔巽出席迁址仪式。建成后的胶海关大楼是当时青岛最为现代化的办公楼。同年5月，阿理文退休回国，德国人威礼士（A. H. Wilzer）继任税务司。

### 两次日占时期及民国时期

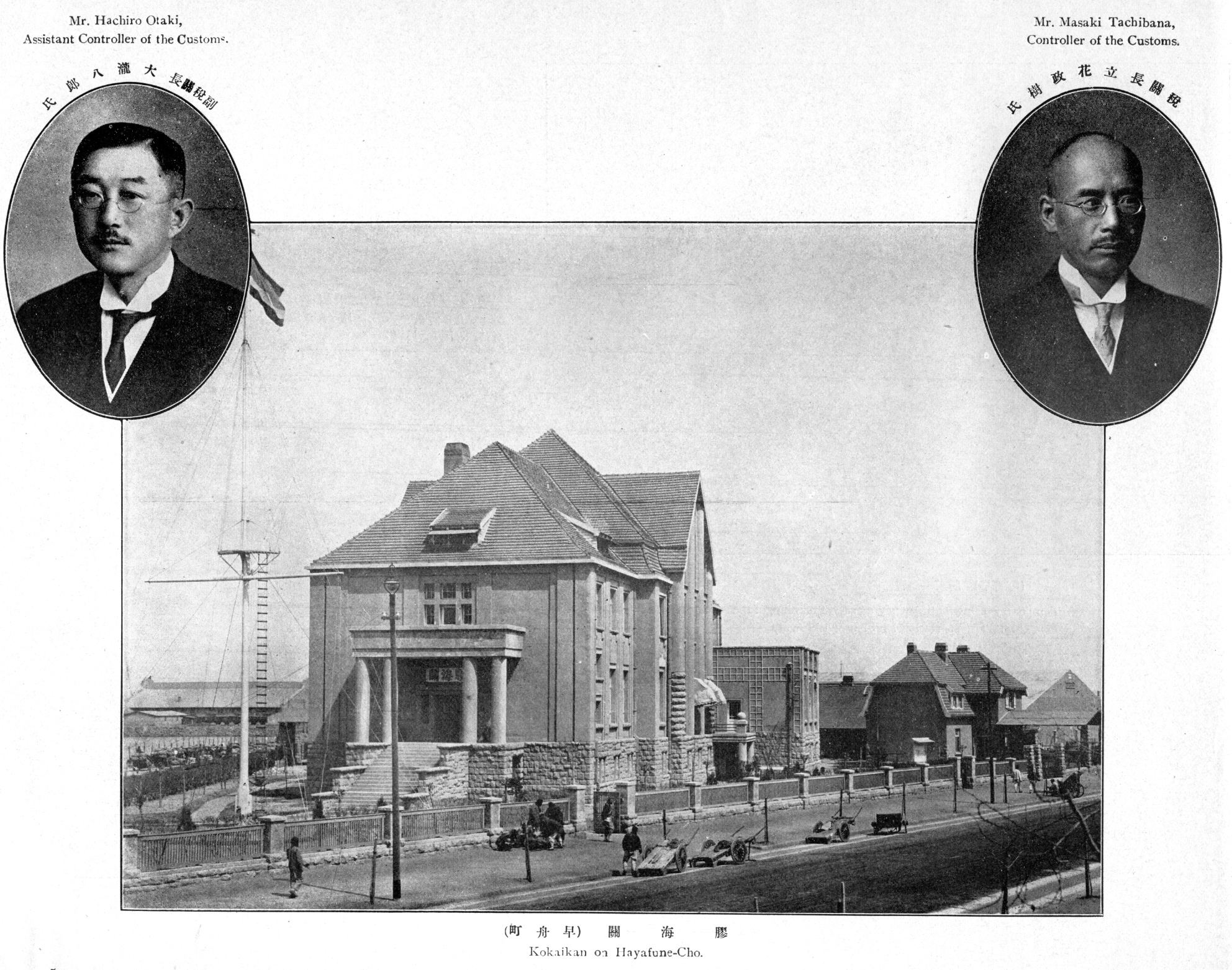
第一次日占时期的胶海关大楼，1918年，右上角为立花政树

1914年11月日军占领青岛后，于12月1日占领胶海关大楼，驱逐了德籍税务司威礼士，并截留全部关税。根据1915年8月6日北洋政府与日本政府签订的《会订青岛重开海关办法》，德国的相关权益均为日本所取代，由原大连关税务司、日本人立花政树任胶海关税务司。1915年9月1日，胶海关重新开关。
根据1922年2月4日中日双方在华盛顿会议上签订的《解决山东悬案条约》，日本将胶澳租借地及胶济铁路交还中国，胶海关也应归属中国海关，同时《会订青岛重开海关办法》作废，但日本人仍保有部分权益。1922年6月29日，北洋政府收回胶海关，胶海关脱离租借地海关性质。同年12月青岛回归后，英国人李家森（J. W. Richardson）任税务司，此后历任税务司多由英美籍官员担任。12月14日，北洋政府设立胶海关监督公署。1929年，南京国民政府接收胶海关。1930年代的胶海关管辖区域北起成山头，南至连云港以南的燕尾港。
1938年1月，日本再次占领青岛。1月17日，根据日英双方协定，原津海关税务司山本恒三郎接任胶海关税务司，此后胶海关最高长官均由日本人担任。1942年8月1日，胶海关最高长官改称“海关长”。1945年8月日本投降后，国民政府再次接管胶海关，此后胶海关历任关长均由中国人担任。

### 1949年后
1949年6月2日，解放军接管青岛，青岛市军事管制委员会派军代表张学礼接收胶海关，并改造海关机构。1950年2月11日，胶海关更名为青岛海关。胶海关旧址此后长期作为青岛海关办公楼使用。1995年，青岛海关迁入西陵峡二路2号的海关大厦后，胶海关旧址曾先后作为青岛海关调查局、缉私局及青岛大港海关办公楼使用。2000年，胶海关旧址列入青岛市第一批历史优秀建筑。2006年5月25日列入第六批全国文物保护单位青岛德国建筑群扩展名单中。
2011年7月，青岛海关提出将此处改为青岛海关博物馆，2014年11月获国家文物局批复立项，2015年7月获山东省文物局批复，并开始对胶海关旧址大修改造。2016年9月29日，青岛海关博物馆正式开放，仅接受党政机关和社会团体预约参观。

## 建筑特色

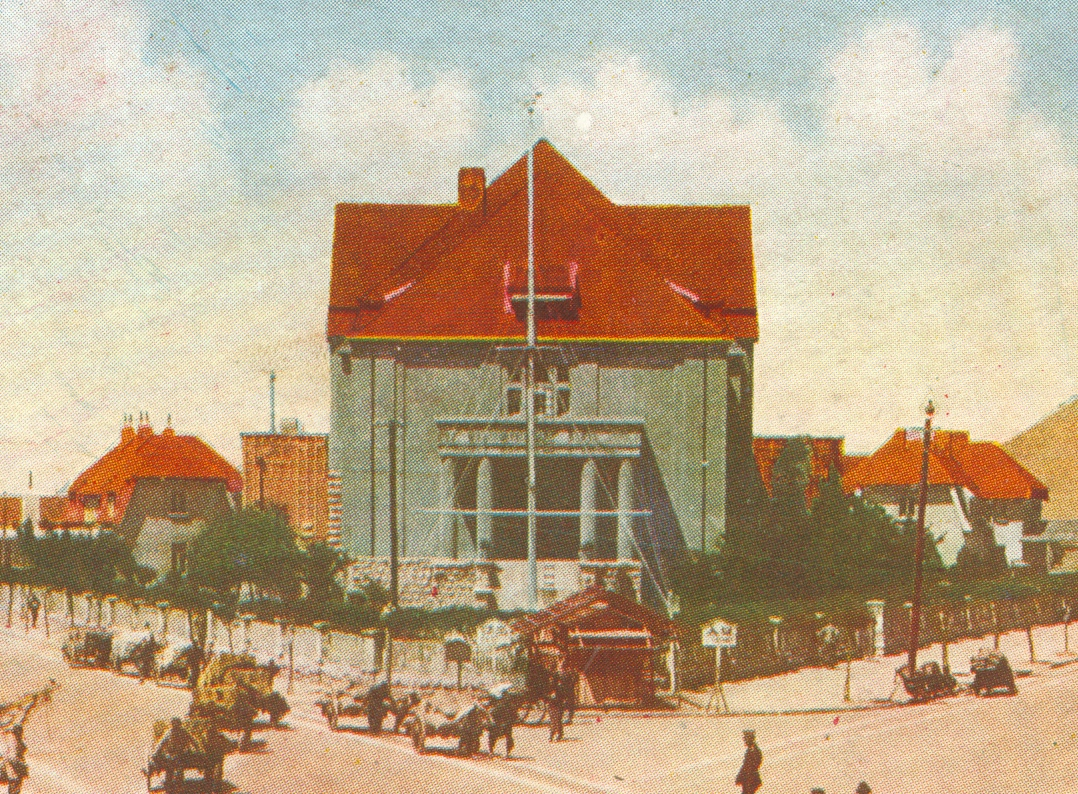
自南侧街角处北望胶海关大楼及两侧的检查站

胶海关旧址占地面积8,000平方米，建筑面积2,824平方米，主体建筑为两层，连同阁楼和地下室共四层，砖木结构，总高度22.45米。地下室采用花岗岩蘑菇石砌基，以上为黄色粉墙，屋面采用大折坡和四坡斜屋顶的组合，覆红色牛舌瓦。大楼的设计较为注重功能性，外部仅有窗台板的花岗岩条石、墙面的纵向影线和壁柱等装饰。建筑东西两立面中央的两处山墙采用了德国青年派手法，山墙中央各设有一面钟表。北立面中央也设有一面钟。主入口位于南侧，设有门廊和26级石阶，采用四根圆柱承重。
胶海关建筑群平面俯视如船形，主体建筑位于中央，其东北、西北方各设一配楼，分别为把守大港入口与出口的检查站。主体建筑主入口南侧邻近街角处立有一船桅形旗杆，高20.3米，材质为美国红松，采用压缩、防腐技术处理，顶部安装风向标。两座配楼与旗杆均与胶海关大楼同期建设。东北侧大港入口检查站北侧原有一栋约建于1920年代的胶海关俱乐部旧址，2011年7月至8月间因建设大港海关新楼而拆除。2013年5月胶海关旧址东侧的新疆路建设高架桥时，建设单位曾计划拆除旗杆，并称其并非文物，在青岛文史学者王栋、刘逸忱等人的争取下得以保留。
胶海关旧址设计图纸现保存于青岛海关博物馆内。

## 图集
- 2018年8月的胶海关旧址、青岛海关博物馆正门，因6月暴风雨影响正在整修屋顶
- 胶海关旧址北侧，2016年10月
- 大港出口检查站旧址
- 大港入口检查站旧址
- 正门南侧的旗杆
- 内部石制楼梯
- 海关博物馆一楼复原的报关大厅场景
- 阁楼内部